# Windkraftanlage mit Aussichtsplattform

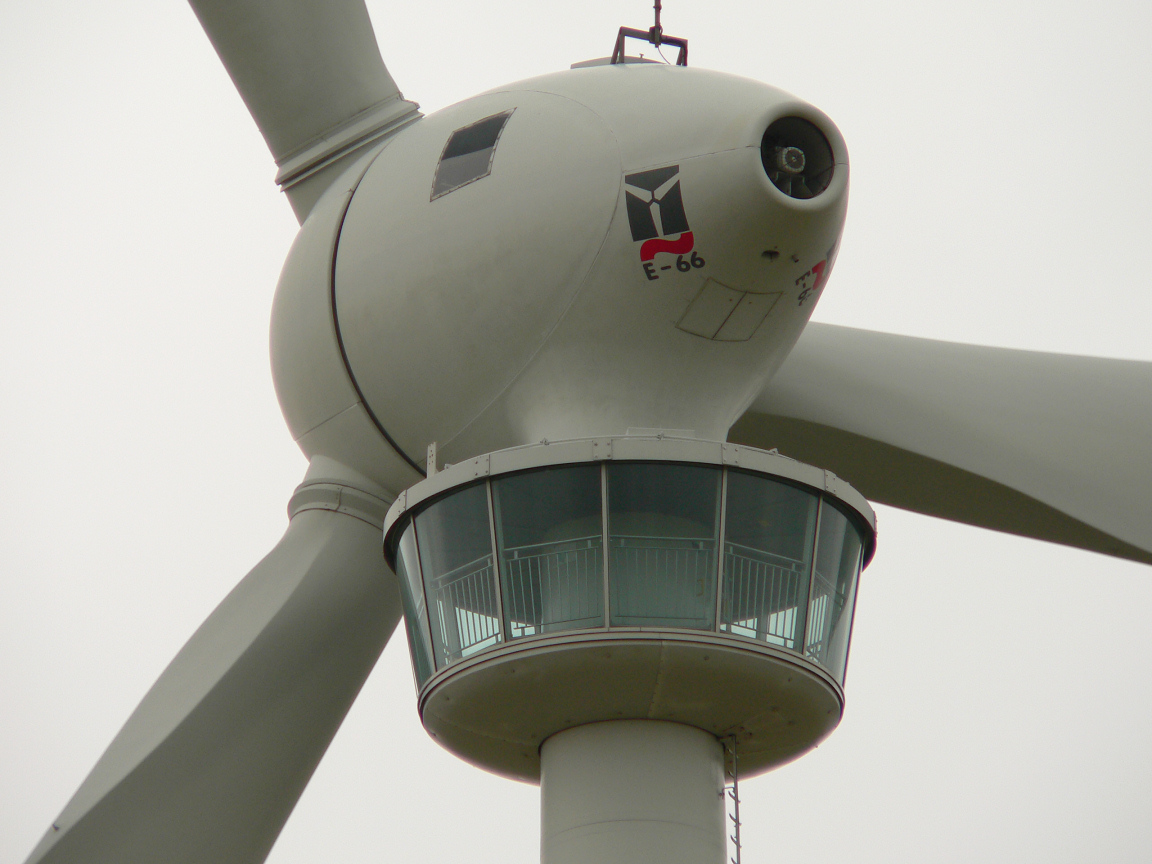
Nahaufnahme der Aussichtskanzel der E-66 Windkraftanlage Südkronsberg (D); Hersteller: Enercon

Eine Windkraftanlage mit integrierter Aussichtsplattform (kurz Aussichts- oder Besucher-Windkraftanlage, umgangssprachlich auch -Windrad genannt) ist eine Windkraftanlage (WKA), deren Turm auch eine Aussichtsplattform trägt und so als Aussichtsturm fungiert.
Weltweit gibt es bisher (Stand Mitte 2011) weniger als ein Dutzend solcher Anlagen (siehe Liste unten).
Laut orf.at gibt es in Europa (Stand Mai 2019) 8 WKAs mit Aussichtsplattform.

## Nutzung

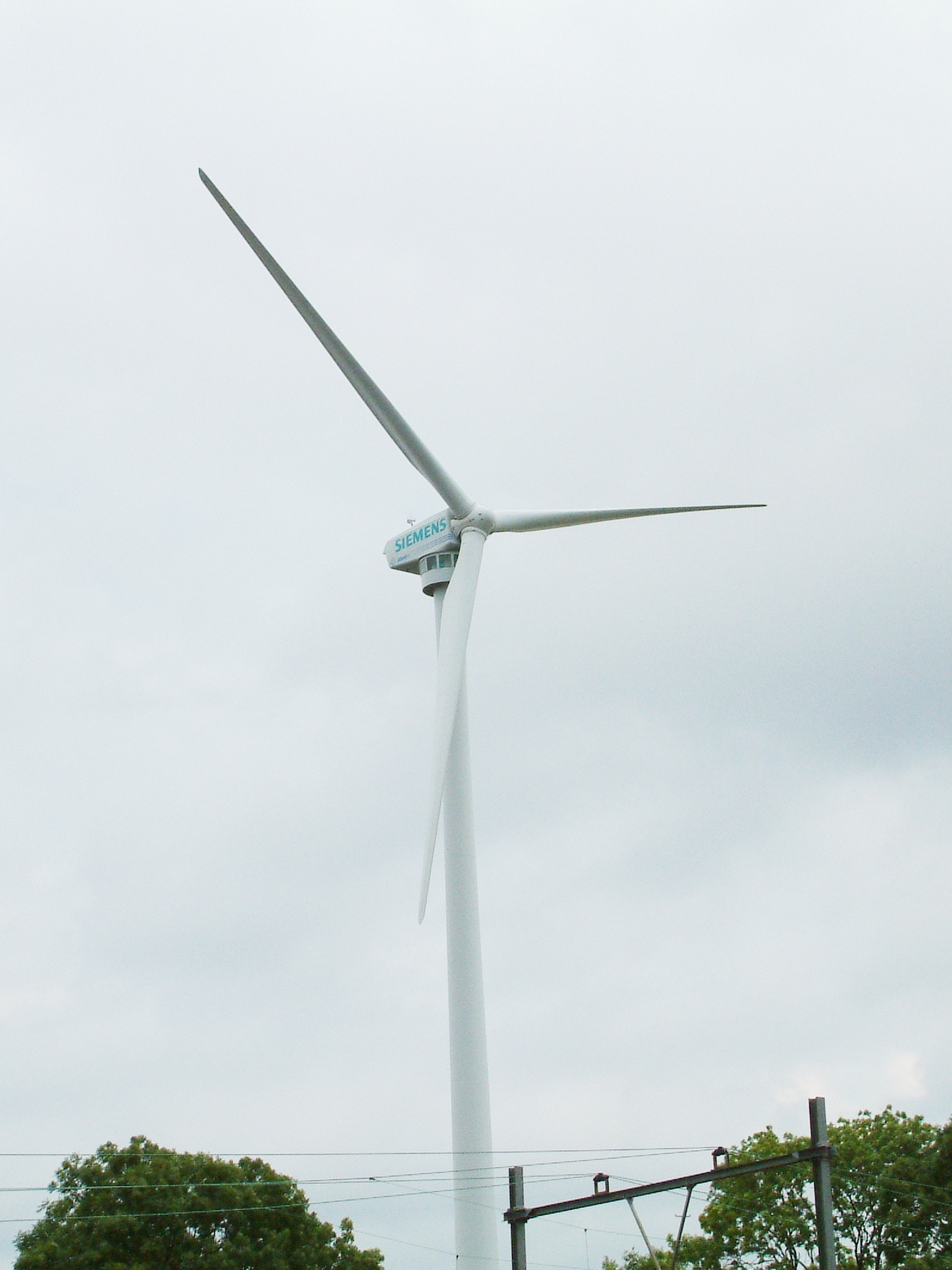
WEA mit Aussichtsplattform (Zoetermeer/Niederlande; Hersteller: Tacke/Enron)

Zur Ausnutzung der mit der Höhe zunehmend günstigen Windverhältnisse verfügen Windkraftanlagen üblicherweise über einen möglichst hohen Turm und stehen andererseits, wo das Gelände es zulässt, windgünstig exponiert auf einem Hügel- oder Bergrücken. Hierdurch bieten sie vom Turm normalerweise eine gute Fernsicht und eignen sich grundsätzlich für die Installation einer Aussichtskanzel.
Die Gründe für die Aufstellung sind normalerweise zum einen – wie bei konventionellen Aussichtstürmen auch – die Steigerung der touristischen Attraktivität einer landschaftlich reizvollen Region und Schaffung eines Ausflugszieles für Einheimische und Gäste. Der Konflikt mit dem Landschaftsschutz soll entschärft und die Akzeptanz in der Bevölkerung gesteigert werden. In dieser Funktion finden solche Windkraftanlagen häufiger die Unterstützung der örtlichen Kommunen und Fremdenverkehrsverbände.
Zum anderen werden solche Windkraftanlagen errichtet, um Werbung und Öffentlichkeitsarbeit für die Nutzung der Windenergie allgemein und die Belange der beteiligten Unternehmen zu betreiben. In dieser Funktion werden solche Anlagen häufig mit einem Besucherinformationszentrum kombiniert.

## Technik und Hersteller
Aus Sicherheitsgründen und zum Wetter- und Schallschutz der Besucher ist die Plattform üblicherweise als geschlossene, verglaste Kanzel ausgeführt, die unterhalb der Gondel angebracht ist.
Für die Nutzung einer Windkraftanlage als Aussichtsturm sind besondere technische Anforderungen zu erfüllen und es sind besondere Genehmigungen erforderlich. Insbesondere geht es dabei um die Gewährleistung der Sicherheit der Besucher und die Flucht- und Rettungsmöglichkeiten im Falle eines technischen Schadens oder eines sonstigen Un- oder Notfalles. Der Zutritt ist unter Umständen aus Sicherheitsgründen für Kinder unterhalb eines Mindestalters und einer Mindestkörpergröße nicht zulässig.
Verschiedene Hersteller bieten leicht unterschiedliche Konstruktionen an:
- Enercon, der größte deutsche Hersteller, bietet eine Kanzel an, die fest mit dem Turm verbunden ist. Die Kanzel ist axialsymmetrisch und rundum mit Fenstern ausgestattet. Der Zugang erfolgt über eine Wendeltreppe im Inneren des Turmes. Enercon hat weltweit bisher (Stand Mitte 2011) sechs seiner patentierten[9] Kanzeln, alle in Verbindung mit dem WKA-Typ E-66, installiert (siehe Liste unten).
- Enron Wind (beziehungsweise deren Vorgänger Tacke Windtechnik) hat eine Kanzel konstruiert, die im Aufbau der von Enercon ähnelt. Die einzige ausgeführte Anlage stand am Siemens Business Centre in Zoetermeer, Südholland, dem Hauptsitz von Siemens in den Niederlanden. Die Kanzel war mit 80 m Höhe die höchste bisher errichteter Anlagen. Im Oktober 2014 wurden Kanzel und Windrad demontiert.[10] Nach der Enron-Insolvenz im Jahre 2002 und der Übernahme durch GE Wind Energy wurden keine weiteren derartigen Anlagen geplant.
- Leitwind, ein Hersteller aus Südtirol, Italien, verfolgt ein etwas anderes Konzept: Hier ist die Aussichtskanzel nicht fest mit dem Turm, sondern mit der Gondel verbunden, d. h. sie macht die Azimut-Drehung der Gondel mit. Die Kanzel ist in ihrer Form und Verglasung nicht radialsymmetrisch; es gibt auch Fenster am Boden. Die Kanzel, die Platz für bis zu 36 Personen bietet, kann bequem über einen Lift erreicht werden.[11] Die erste und bisher (Stand Mitte 2011) einzige Anlage dieser Art wurde Anfang 2010, anlässlich der Olympischen Winterspiele, im Skigebiet Grouse Mountain bei Vancouver in Kanada eröffnet.[12]

## Anlagenstandorte

### Ausgeführte Anlagen
| Name                                                       | Land, Ort                                    | Koordinaten                     | Hersteller, Typ                      | Höhe der Plattform | Baujahr              |
| ---------------------------------------------------------- | -------------------------------------------- | ------------------------------- | ------------------------------------ | ------------------ | -------------------- |
| Windkraftanlage Lichtenegg, (Bucklige Welt)                | Österreich, Lichtenegg                       | 47° 36′ 31″ N, 16° 12′ 13″ O    | Enercon, E-66                        | 60 m               | 2003                 |
| Windpark Bruck an der Leitha, (VERBUND Wind Power Austria) | Österreich, Bruck an der Leitha              | 48° 1′ 57,9″ N, 16° 43′ 57,2″ O | Enercon, E-66                        | 60 m               | 2000                 |
| Besucherwindanlage Windfang, (Euro Wind Park)              | Deutschland, Aachen, auf dem Vetschauer Berg | 50° 48′ 24″ N, 6° 1′ 14″ O      | Enercon, E-66                        | 60 m               | 1999                 |
| E-66-Windkraftanlage Südkronsberg                          | Deutschland, Hannover, auf dem Kronsberg     | 52° 19′ 0,2″ N, 9° 50′ 18,9″ O  | Enercon, E-66                        | 60 m               | 2000 (2019 abgebaut) |
| Windpark Holtriem                                          | Deutschland, Westerholt                      | 53° 34′ 51,9″ N, 7° 28′ 31,4″ O | Enercon, E-66                        | 60 m               | 1998                 |
| Ecotech Centre                                             | Vereinigtes Königreich, Norfolk, Swaffham,   | 52° 39′ 24,5″ N, 0° 41′ 0,2″ O  | Enercon, E-66                        | 60 m               | 1999                 |
| Siemens Business Centre                                    | Niederlande, Zoetermeer                      | 52° 2′ 33,5″ N, 4° 31′ 2,8″ O   | Enron Wind (Tacke Windtechnik), 1.5s | 80 m               | 2000 (2014 abgebaut) |
| The Eye of the Wind                                        | Kanada, Vancouver, auf dem Grouse Mountain   | 49° 23′ 15,1″ N, 123° 4′ 27″ W  | Leitwind, LTW 77                     | 60 m               | 2010                 |

Weiterhin gibt es ein „Windrad“ auf dem Aussichtsturm Dietzenbach, das jedoch nicht der Stromerzeugung dient, sondern eher als Whirligig zu sehen ist und deshalb nicht mit den oben genannten gleichgestellt werden kann.

### Geplante Anlagen
Neben den oben aufgeführten waren oder sind an verschiedenen Orten Windkraftanlagen mit Aussichtsplattform geplant, aber (noch) nicht zur Ausführung gekommen:
- Der amerikanische Architekt Michael Jantzen hat verschiedene Konzepte für futuristische Bauwerke mit integrierten Windkraftanlagen entworfen, darunter auch Aussichtstürme. Hiervon ist aber noch keines zur Ausführung gekommen.[14]
- Für einen kleinen Windpark in Dagenham im Osten von London in England gab es bereits seit 2003 Pläne – und auch eine entsprechende Genehmigung, den Park durch eine Windkraftanlage (kurz: WKA) mit Aussichtskanzel zu erweitern. Diese WKA ist im Mai 2011 errichtet worden, jedoch ohne Aussichtsplattform.
- Im Energiepark Druiberg bei Dardesheim gibt es seit 2006 eine Windkraftanlage vom Typ Enercon E-112, die oben auf dem Maschinenhaus eine offene Plattform für etwa sechs Personen trägt, welche aber nicht der allgemeinen Öffentlichkeit zugänglich ist. Bereits seit 2004 ist auch eine WKA mit geschlossener Aussichtskanzel geplant;[15] der Bau wurde vorbereitet, der Plan zur Ausführung mehrfach verschoben und bis heute nicht realisiert (aber (Stand Januar 2010) nicht verworfen).
- Anlässlich der Internationalen Bauausstellung in Hamburg war 2008 geplant, im Rahmen des Projektes Energieberg auf der Georgswerder Höhe (der ehemaligen Deponie Georgswerder) in Hamburg-Georgswerder eine WKA mit Aussichtsplattform zu errichten. Später wurde der Plan abgeändert und die Aussichtsplattform wurde auf dem Boden, zu Füßen mehrerer WKAs, errichtet.[16]
- Auf dem Campus des Wind Energy Centre, eines Schulungszentrums des Letterkenny Institute of Technology (LYIT) in Killybegs in Irland soll eine Aussichts-WKA zu Informationszwecken und zur Förderung des Tourismus aufgestellt werden.[17]
- Das Konzil des Distrikts Braintree in Essex, England, plant derzeit (Stand Mitte 2011) die Installation einer Aussichts-WKA am Besucherzentrum (Discovery Centre) des Natur- und Erholungsgebietes Great Notley Country Park.[18]
- Eveline Lemke, die Ministerin für Wirtschaft, Klimaschutz, Energie und Landesplanung von Rheinland-Pfalz, hat sich mehrfach dafür ausgesprochen, Besucherwindräder von lokalen Windstromerzeugern bauen zu lassen.[19][4] Konkrete Ort wurden nicht genannt, in Frage kommen vor allem die Höhenlagen der rheinland-pfälzischen Mittelgebirge (Hunsrück, Eifel, Westerwald, Taunus).
- In einem geplanten Windpark nahe dem Ort Doonbeg im irischen County Clare soll auch ein Aussichts-WKA entstehen.[20]

### Veranstaltungen
Am 19. Mai 2019 lief der Ultraläufer Rainer Predl in der Aussichtskanzel der Windkraftanlage Lichtenegg einen Marathonlauf – 3.125 Runden je 13,5 m = 42,19 km, Richtungswechsel nach jedem Kilometer. Dies war der weltweit erste Marathonlauf auf einer Windkraftanlage, Predl benötigte dafür 4 Stunden, 21 Minuten und 37 Sekunden. Der Lauf war auch wegen der Schwingungen der Windkraftanlage im Wind eine Herausforderung.